# Uniformes de Força Aèria

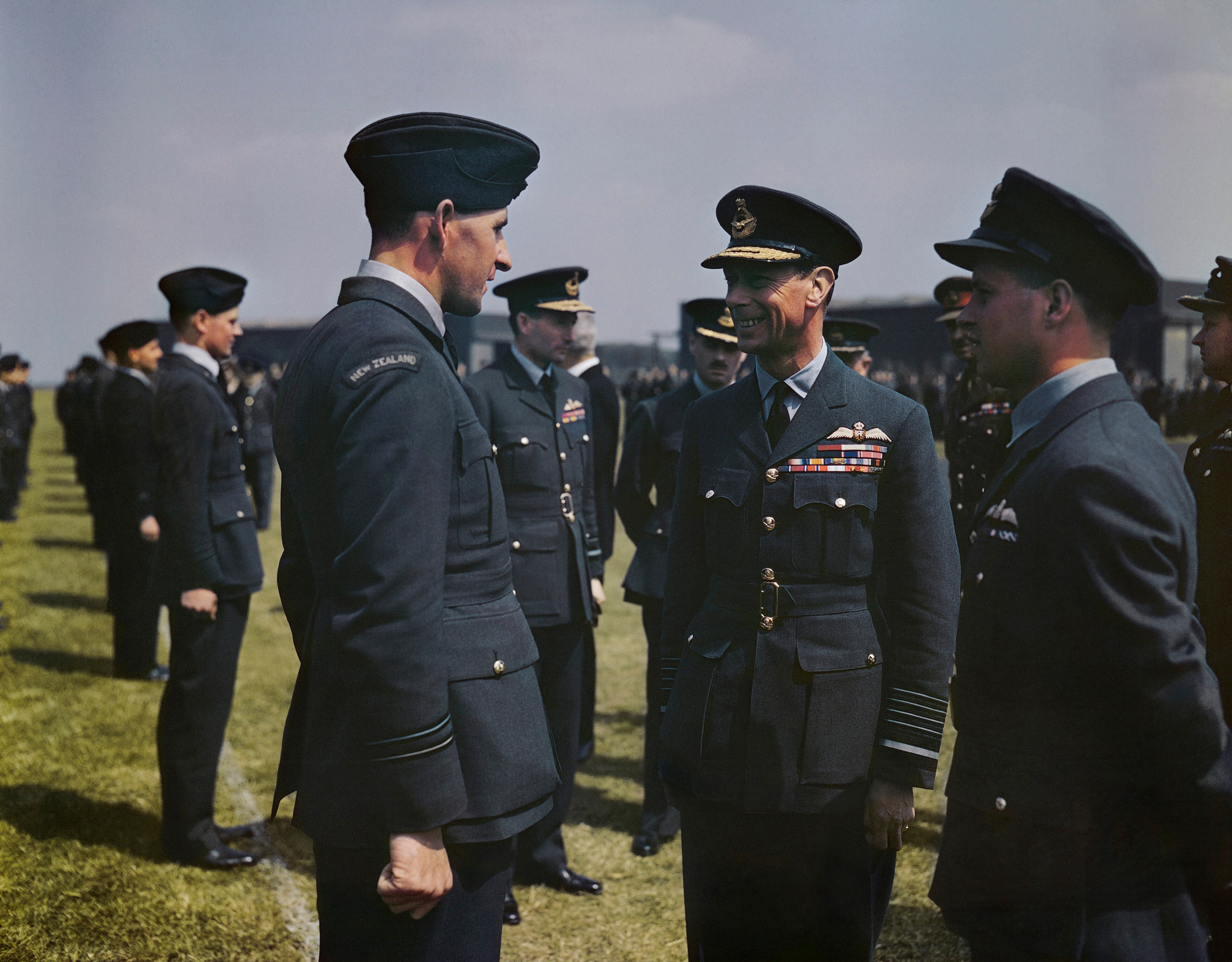
Típics uniformes de Força Aèria: el rei Jordi VI visita un esquadró de la RAF (1943)

Els uniformes de Força Aèria presenten una homogeneïtat considerable d'Estat en Estat, sens dubte a causa de la relativa joventut d'aquesta branca de les Forces Armades: l'aviació militar sorgeix a inicis del segle xx, enquadrada en l'Exèrcit o en l'Armada, i, després del paper tan important fet a la Primera Guerra Mundial, en el període d'entreguerres tendeix a constituir-se en branca independent de les dues tradicionals.
La primera Força Aèria a constituir-se independentment fou la RAF britànica (1918), i és probable que el seu uniforme hagi estat el model de l'adoptat per les altres a partir de llavors.
A grans trets, doncs, les diverses forces aèries tendeixen a vestir uniformes anàlegs als de l'exèrcit corresponent, però en algun to de blau fosc, entre el blau marí i el blau grisenc pujat ("blau aviador").
De molt aviat, les lligadures predominants en les forces aèries han estat la gorra de plat, per a l'oficialitat (en passeig i gala), i, per a tots els graus, el casquet de caserna (en diari i campanya). L'oficialitat de l'Exèrcit de l'Aire francès, per exemple, sempre ha usat gorres de plat, en comptes dels quepis rígids tan característics de llurs col·legues de l'Exèrcit de Terra. Quant al casquet de caserna, cal dir que ja durant la Primera Guerra Mundial era força habitual que els aviadors n'empressin, fins i tot en exèrcits que no tenien tradició d'ús d'aquesta lligadura; és per això, per exemple, que en rus el casquet de caserna es coneix antonomàsticament com a pilotka ('lligadura de pilot').
Quant al sistema de graus i de divises, també acostuma de basar-se en el sistema de l'exèrcit respectiu. La gran excepció és, precisament, la RAF, així com --per influència directa-- les altres forces aèries de la Commonwealth, en què el sistema de graus i divises és una mena de combinació d'elements propis de l'Exèrcit amb d'altres de procedents de l'Armada.

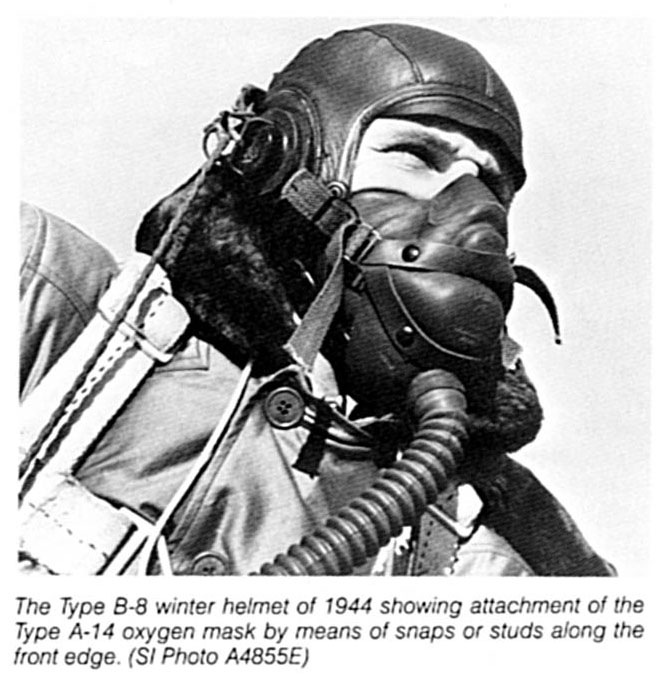
Uniformes de Força Aèria: típic casquet d'aviador de la Segona Guerra Mundial, amb màscara d'oxigen

Els uniformes de vol, en canvi, han variat enormement, en connexió directa amb la ràpida evolució tecnològica dels avions i de l'armament de dotació; fins a cert punt cal estudiar-los més com a part integrant de l'equipament militar que no pas com a elements uniformològics. Resumim-ho telegràficament, però. D'ençà la Primera Guerra Mundial, eren característics el casquet d'aviador, combinat amb ulleres de vol, i la caçadora de pell; en la Segona Guerra Mundial s'hi sumà la màscara d'oxigen, imprescindible per l'alçada que ja atenyien els aparells. En l'era dels avions supersònics hom vesteix casc de vol i granota inífuga.